# La Citadelle de Varsovie
Pour plus de détails, voir Fiche technique et Distribution.
La Citadelle de Varsovie (titre original : Die Warschauer Zitadelle) est un film allemand réalisé par Fritz Peter Buch, sorti en 1937. Il est l'adaptation de Tamten, pièce de théâtre écrite par Gabriela Zapolska.

## Synopsis
À Varsovie durant l'Empire russe, Konrad, un révolutionnaire patriote, est pris pour cible par l'officier de la police secrète, le colonel Korniloff.

## Fiche technique
- Titre : La Citadelle de Varsovie
- Titre original : Die Warschauer Zitadelle
- Réalisation : Fritz Peter Buch
- Scénario : Alfred Mühr, Fritz Peter Buch d'après la pièce de théâtre Tamten de Gabriela Zapolska
- Société de production : ABC-Film
- Producteurs : Hans Lehmann, Herbert Engelsing
- Musique : Werner Bochmann
- Cinématographie : Bruno Mondi
- Décors : Hermann Warm, Carl Haacker
- Montage : Ludolf Grisebach
- Pays d'origine : Troisième Reich
- Format : Noir et blanc - 1,37:1 - Mono (Tobis-Klangfilm)
- Genre : Drame
- Durée : 90 minutes (2 463 mètres)
- Dates de sortie :  
  -  Reich allemand : 6 septembre 1937

## Distribution
- Lucie Höflich
- Werner Hinz
- Claire Winter
- Viktoria von Ballasko
- Paul Hartmann
- Peter Elsholtz
- Hans Leibelt
- Walter Richter
- Eduard Wesener
- Agnes Straub
- Maria Sazarina
- Erich Ziegel
- Otto Collin
- Albert Arid
- Hildegard Bonnell